# Archidendron oblongum
Archidendron oblongum là một loài rau đậu thuộc họ Fabaceae.
Loài này chỉ có ở quần đảo Solomon.